# Synthetischer Kraftstoff
Als synthetische Kraftstoffe (engl. synthetic fuel, Synfuel) werden bestimmte Kraftstoffe bezeichnet, die sich von konventionellen Kraftstoffen (Diesel, Benzin, Kerosin etc.) durch das Herstellungsverfahren und einer dadurch auch veränderten chemischen Struktur unterscheiden. Kennzeichnend ist in der Regel das Ersetzen von Erdöl als Rohstoffquelle.
Die XtL-Kraftstoffe beispielsweise können ähnliche Eigenschaften wie konventionelle Kraftstoffe haben, verwenden aber als Rohstoff Erdgas (GtL), Kohle (CtL) oder klimaneutrale Biomasse (BtL). Andere Typen synthetischer Kraftstoffe erlauben eine Leistungssteigerung im Verbrennungsmotor (Methanol, Ethanol etc.) oder werden für spezielle Aufgaben, wie beispielsweise als Raketentreibstoff, eingesetzt (Hydrazin, Syntin etc.). Teilweise werden auch gasförmige Kraftstoffe (Wasserstoff, Methan), Ölprodukte aus unkonventionellen Rohstoffquellen (Ölsand, Ölschiefer) und anderes zu den synthetischen Kraftstoffen gezählt.
Der weltweit erstmals im industriellen Maßstab hergestellte synthetische Kraftstoff war ab 1927 das Leuna-Benzin. Als neueste Formen der klimaneutralen Herstellung von synthetischen Kraftstoffen gelten einerseits die E-Fuels, welche im Power-to-Liquid-Verfahren mittels Grünstrom direkt aus atmosphärischem Kohlendioxid gewonnen werden und andererseits die Solar Fuels, welche im Sun-to-Liquid-Verfahren mittels konzentrierter Solarwärme hergestellt werden.

## Definition des Begriffs „Synthetischer Kraftstoff“
Verschiedene Definitionen für „synthetischer Kraftstoff“ sind gebräuchlich. Mit „synthetisch“ kann zum einen bezeichnet werden, dass der Kraftstoff künstlich hergestellt wird. Konventionelle Kraftstoffe werden hingegen meist durch Trennung des komplex zusammengesetzten Rohöls in einzelne Fraktionen (Destillation, Rektifikation) hergestellt, ohne dass die Bestandteile chemisch verändert werden. Bei der Herstellung künstlicher Kraftstoffe können verschiedene chemische Verfahren eingesetzt werden. Mit „synthetisch“ kann zum anderen hervorgehoben werden, dass der Kraftstoff durch chemische Verfahren hergestellt wurde, die als Synthese bezeichnet werden, also der Herstellung einer höheren Verbindung aus mehreren niederen Verbindungen. Diese Definition trifft insbesondere auf die XtL-Kraftstoffe zu, bei denen der Rohstoff zunächst in ein Synthesegas aus niederen Verbindungen (H2, CO etc.) zerlegt wird, um daraus wiederum höhere Kohlenwasserstoffe herzustellen (Fischer-Tropsch-Synthese). Allerdings finden nicht nur bei den XtL-Kraftstoffen Synthesen statt.
Auch bei den konventionellen Kraftstoffen können chemische Verfahren Teil des Herstellungsprozesses sein. Beispielsweise können sehr langkettige Kohlenwasserstoffe durch sogenanntes Cracken in kürzerkettige Produkte, wie sie in Benzin oder Diesel vorkommen, zerlegt werden. Somit ist auch hier, je nach Definition, unter Umständen keine deutliche Abgrenzung zu synthetischen Kraftstoffen möglich. Ein weiteres Beispiel ist Biodiesel, bei dessen Herstellung aus Methanol und Triacylglyceriden zwar eine chemische Veränderung stattfindet, das Produkt aber trotzdem in der Regel nicht zu den synthetischen Kraftstoffen gezählt wird.
Eine genaue Definition existiert somit nicht. Meist wird der Begriff „synthetischer Kraftstoff“ jedoch auf die XtL-Kraftstoffe beschränkt.

## Typen von synthetischen Kraftstoffen
Die verschiedenen synthetischen Kraftstoffe weisen Unterschiede gegenüber den konventionellen, meist aus Erdöl hergestellten Kraftstoffen auf. Je nach Art des synthetischen Kraftstoffs sind diese Eigenschaften durch den verwendeten Rohstoff, den Herstellungsprozess, Energiegehalt, Verbrennungsverhalten etc. bedingt.

### XtL-Kraftstoffe
XtL-Kraftstoffe („X-to-liquid“) sind flüssige Kraftstoffe mit ähnlichen Eigenschaften und ähnlicher Zusammensetzung wie konventionelle, erdölbasierte Kraftstoffe. Andere Rohstoffquellen (Gas, Kohle, Biomasse) können erschlossen werden. Da das Produkt in gängigen Verbrennungsmotoren verwendet und über die vorhandene Infrastruktur (Tankstellennetz) vertrieben werden kann, ist die Markteinführung einfacher möglich als beispielsweise bei Elektrofahrzeugen.
Das Herstellungsverfahren beginnt mit der Produktion von Synthesegas und anschließender Synthese von verschiedenen Kohlenwasserstoffen per Fischer-Tropsch-Synthese. Eine weitere Methode ist das Bergius-Pier-Verfahren. Das Produkt wird, ähnlich wie Rohöl in einer Erdölraffinerie, durch Destillation und Rektifikation in Fraktionen getrennt. Es können unter anderem Ottokraftstoffe, Dieselkraftstoffe und Flugzeugtreibstoffe erzeugt werden. Deren Eigenschaften sind ähnlich oder besser als die von erdölbasierten Kraftstoffen. Das Fehlen von Stickstoff- und Schwefelverbindungen und aromatischen Kohlenwasserstoffen trägt beispielsweise zu einem geringeren Schadstoffausstoß bei. Da der Herstellungsprozess energieaufwändig ist, können aber auch ökologische Nachteile bestehen, beispielsweise durch höhere CO2-Emissionen.

#### GtL-Kraftstoffe
Als GtL-Kraftstoffe („gas-to-liquid“) werden aus Erdgas hergestellte flüssige Kraftstoffe bezeichnet. Meist wird dazu Erdgas verwendet, das marktfern gefördert wird, häufig als Nebenprodukt der Erdölförderung. Eine Nutzung des begleitenden Erdgases ist wegen der hohen Transportkosten häufig unwirtschaftlich, sodass das Gas häufig abgefackelt wird. Durch eine Umwandlung in GtL wird die Energiedichte um ein Vielfaches erhöht, so dass der Transport nun wirtschaftlich sein kann. Auf dem deutschen Markt werden Kraftstoffe mit geringen Anteilen an GtL angeboten.

#### CtL-Kraftstoffe
CtL-Kraftstoffe („coal-to-liquid“) werden aus Kohle in Hydrierwerken hergestellt. Der weltweit erstmals im industriellen Maßstab hergestellte CtL-Kraftstoff war das Leuna-Benzin. Die aufwendige Produktion wird heute wieder zunehmend wirtschaftlich, da der Erdölpreis eine steigende Tendenz zeigt und die Kohle preiswert gefördert werden kann. Die Produktionskapazitäten werden daher derzeit stark insbesondere in Asien ausgeweitet. Wegen des hohen CO2-Ausstoßes stehen die CtL-Kraftstoffe jedoch stark in der Kritik.

#### BtL-Kraftstoffe
BtL-Kraftstoffe („biomass-to-liquid“, auch als synthetischer Biokraftstoff bezeichnet) werden aus Biomasse hergestellt. Da als Rohstoff pflanzliche Rückstände (Stroh, Holzabfälle) und Nachwachsende Rohstoffe (Nawaros) eingesetzt werden können, ist der CO2-Ausstoß deutlich geringer als bei konventionellem Kraftstoff. Kritisiert wird jedoch das begrenzte Potential durch den hohen Flächenbedarf und die Flächenkonkurrenz sowie die hohen Produktionskosten. Eine erste Anlage der Choren Industries (Freiberg), die nach Prognosen mit 15.000 t/a rund 0,3 % des deutschen Kraftstoffbedarfs erzeugen sollte, ließ sich nicht wirtschaftlich betreiben. Über das Vermögen der Choren Industries GmbH wurde am 6. Juli 2011 die vorläufige Insolvenzverwaltung angeordnet.

#### WtL-Kraftstoffe
Eine Gruppe der BtL-Kraftstoffe, die deren Nachteile, nämlich die Konkurrenz zur Nahrungsmittelerzeugung oder den Flächenverbrauch durch Nachwachsende Rohstoffe vermeidet, sind die WtL- (Waste to Liquid) Kraftstoffe, z. B. durch Katalytische Kraftstofferzeugung. WtL Kraftstoffe werden aus Biomasse- oder Kunststoffabfällen erzeugt.

#### PtL-Kraftstoffe (E-Fuels)
Bei PtL-Kraftstoffen („power-to-liquid“, auch eFuels - „electrofuels“ - genannt) wird der Kraftstoff mittels elektrischem Strom (möglichst aus erneuerbaren Energien wie Wind- und Solarstrom) aus CO2 gewonnen.

#### Sun-to-Liquid-Kraftstoffe
Sun-to-Liquid-Kraftstoffe (StL-Kraftstoffe, Sun to Liquid Fuels, StL Fuels, Solar Fuels) basieren auf einem solarthermischen Verfahren, das Prozesswärme aus Sonnenstrahlung nutzt. Die Sonnenstrahlung wird durch ein Spiegelfeld reflektiert, auf einen Empfänger konzentriert und dort in Hochtemperatur-Prozesswärme umgesetzt. Die erzeugte Wärme wird dann einem chemischen Reaktor zugeführt, in dem CO2 und H2O zu Synthesegas gewandelt werden. Das entstandene Synthesegas wird anschließend mit Verfahren wie der Fischer-Tropsch-Synthese unter anderem zu Motorenbenzin, Kerosin Jet A-1 und Dieselkraftstoff verarbeitet. Diese Brennstoffe können in vorhandenen Infrastrukturen vertrieben werden und in vorhandenen Motoren verbrannt werden. Weil sie wesentlich reiner als erdölbasierte Brennstoffe sind, bewirken sie wesentlich kleinere Schadstoffanteile in den Abgasen.
Um auch in Zeiten ohne direkte Sonneneinstrahlung einen kontinuierlichen Anlagenbetrieb zu ermöglichen, kann tagsüber ein Teil der erzeugten Wärme in einem thermischen Energiespeicher gespeichert werden, der den Reaktor in der Nacht betreibt. Die Möglichkeit der thermischen Energiespeicherung erhöht die Effizienz von StL-Anlagen und bietet einen entscheidenden Vorteil gegenüber PtL-Anlagen, weil eine Batteriespeicherung vergleichsweise teuer und ineffizient ist.

### Beispiele weiterer synthetischer Kraftstoffe
Zahlreiche weitere Treibstofftypen werden als synthetische Kraftstoffe bezeichnet:

#### Produkte aus Synthesegas
Neben den XtL-Kraftstoffen können auch andere Kraftstoffe aus Synthesegas hergestellt werden:
- Methanol wird überwiegend aus Synthesegas hergestellt.
- Dimethylether (DME) wird über den Zwischenschritt Methanol hergestellt.
- SNG (Synthetic Natural Gas) kann auf Synthesegas basieren.
- Wasserstoff (H2) kann unter anderem aus Synthesegas gewonnen werden. Da dafür kein Syntheseschritt notwendig ist, wird es nicht unbedingt als synthetischer Kraftstoff bezeichnet.
- Oxymethylenether werden über Formaldehyd und Methanol aus Synthesegas hergestellt

#### Andere
Zahlreiche Treibstofftypen für spezielle Aufgaben werden in chemischen Verfahren hergestellt. Dabei werden sie in reiner Form verwendet oder dienen der Beimischung zu konventionellem Treibstoff oder zu anderen synthetischen Anteilen:
- Aceton kann als Beimischung für Verbrennungsmotorentreibstoff verwendet werden.
- Hydrazin wird unter anderem als Raketentreibstoff verwendet.
- Benzol wird aus Kohle oder Erdöl hergestellt. Da es giftig ist, hat die Bedeutung als reiner Kraftstoff oder Kraftstoffzusatz stark abgenommen.
- MTBE (tert-Butylmethylether) ist ein synthetischer Zusatz zu Ottokraftstoffen, der die Klopffestigkeit erhöht.
- ETBE (tert-Butylethylether) hat die gleiche Funktion wie MTBE, wird jedoch nicht aus fossilen Rohstoffen erzeugt.
- Nitrobenzol
- Ammoniak